# 더멋 크롤리
더멋 크롤리(영어: Dermot Crowley, 1947년 3월 19일 ~ )는 아일랜드의 배우이다.
코크에서 태어났다.

## 방송
- 루터 4
- 루터 3
- 루터 2
- 루터 1
- 황폐한 집

## 영화
- 블랙 47 (2018년) - 볼튼 판사 역
- 어 프로미넌트 페이션트 (2017년)
- 스탈린이 죽었다! (2017년) - 라자르 카가노비치 역
- 더 포리너 (2017년) - 휴 맥그래스 역
- 루터 4 (2015년)
- 더 레이디 인 더 밴 (2015년)
- 루터 3 (2013년)
- 베스트 오퍼 (2013년) - 램버트 역
- 루터 2 (2011년) - 마틴 역
- 루더 (2010년)
- 홀리 워터 (2009년)
- 바벨 (2006년) - 바스 역
- 황폐한 집 (2005년)
- 비포 유 고 (2002년)
- 베가 번스의 전설 (2000년)
- 스컬프트러스   (1996년)
- 핑크 팬더 8 - 핑크 팬더의 아들 (1993년)
- 스크린 투 (1985년)
- 더 빌 (1984년)
- 스타워즈 에피소드 6 - 제다이의 귀환 (1983년)
- 007 옥터퍼시 (1983년)